# Cold Chisel
Cold Chisel je australská rocková skupina, založená v roce 1973 v Adelaide. Zpočátku používala při každém vystoupení jiný název, později se ustálil název „Cold Chisel“ (podle stejnojmenné písně). Své první album s názvem Cold Chisel vydala roku 1978 a před rozpadem v roce 1984 následovala další čtyři alba. V roce 1993 byla skupina uvedena do ARIA Hall of Fame. V roce 1998 byla kapela obnovena, avšak po vydání jedné desky a absolvování jednoho turné se opět rozpadla. O pět let později, v roce 2003, kapela odehrála další turné, ale následně se opět odmlčela ze scény. Roku 2005 odehrála jedno vystoupení na podporu obětem Zemětřesení v Indickém oceánu (2004). Další jednorázové obnovení následovalo v roce 2009, přičemž kapela v koncertování pokračovala i následujícího roku. V dubnu 2012 vyšlo sedmé album kapely nazvané No Plans a o tři a půl roku později následovala další deska The Perfect Crime.

## Členové
Současní
- Jimmy Barnes – zpěv, kytara (1973–1975, 1975–1984, 1998, 2003, 2009–dosud)
- Ian Moss – kytara, zpěv (1973–1984, 1998, 2003, 2009–dosud)
- Don Walker – klávesy, doprovodné vokály (1973–1984, 1998, 2003, 2009–dosud)
- Phil Small – baskytara (1975–1984, 1998, 2003, 2009–dosud)
- Charley Drayton – bicí (2011–dosud)

Dřívější
- Steve Prestwich – bicí, doprovodné vokály (1973–1983, 1998, 2003, 2009–2011)
- Les Kaczmarek – baskytara (1973–1975)
- John Swan – perkuse, doprovodné vokály (1975)
- Ray Arnott – bicí (1983–1984)

## Diskografie
Studiová alba
- Cold Chisel (1978)
- Breakfast at Sweethearts (1979)
- East (1980)
- Circus Animals (1982)
- Twentieth Century (1984)
- The Last Wave of Summer (1998)
- No Plans (2012)
- The Perfect Crime (2015)